# Harvey Chandler
Harvey Chandler (* 19. April 1995) ist ein englischer Snookerspieler aus Raunds in Northamptonshire. Er wurde 2018 Europameister bei den Amateuren und spielte danach 2 Jahre auf der Profitour.

## Karriere
Harvey Chandler begann mit 13 Jahren mit dem Snookerspielen. Mit 17 Jahren versuchte er sich bei für Profis und Amateure offenen Turnieren. Beim dritten PTC-Turnier in Gloucester überstand er die Amateurqualifikation und verlor sein Hauptrundenmatch gegen Robert Milkins mit 0:4. Danach beschäftigte er sich aber erst einmal drei Jahre lang nicht mehr ernsthaft mit dem Snooker, weil ihm die finanzielle Grundlage fehlte und er einen festen Beruf aufnahm. Erst 2016 begann er, wieder intensiv zu spielen und den Sprung in den Profisnooker zu versuchen. Bei den zwei Q-School-Turnieren scheiterte er jedoch früh. Bei lokalen Pro-Am-Turnieren gewann er gegen Barry Pinches und Mark King, einen Top-32-Profi. Ein größeres Erfolgserlebnis hatte er beim Paul Hunter Classic 2017, einem von zwei für Amateure offenen Turnieren der Profitour. Dort erreichte er die Hauptrunde und besiegte den Profispieler Li Yuan mit 4:2. Im Februar 2018 nahm er an der Amateureuropameisterschaft in Bulgarien teil. Souverän erreichte er das Halbfinale, wo er den Schotten Fraser Patrick mit 6:2 bezwang. Mit Jordan Brown traf er dort einen weiteren Ex-Profi und auch gegen ihn gewann er sicher mit 7:2. Als Europameister bekam er Profistatus und die Startberechtigung für die Spielzeiten 2018/19 und 2019/20.
Chandlers erste Profisaison war weitgehend geprägt von Auftaktniederlagen, mit dem Erreichen der Runde der letzten 32 der World Open und des Achtelfinals des Paul Hunter Classics am Saisonanfang konnte er lediglich zwei Erfolge verzeichnen. In der nächsten Saison konnte er zwar einige Auftaktspiele mehr gewinnen und zog damit mehrmals in die Hauptrunde ein, doch nur zweimal – bei den Northern Ireland Open und den Gibraltar Open – gelang ihm die Teilnahme an einer Runde der letzten 32. Auch wenn er am Saisonende mit Rang 89 nur acht Plätze unter seiner Bestplatzierung geführt wurde, verlor er anschließend seinen Profistatus wieder. Direkt danach versuchte er die Wiederqualifikation über die Q School, doch er kam kein einziges Mal über die dritte Runde eines der drei Turniere hinaus und verpasste damit diese Chance. Auch in den folgenden beiden Jahren blieb er dort erfolglos und erreichte nur einmal das Achtelfinale. 2021/22 nahm er zusätzlich an der Q Tour teil. Er qualifizierte sich für die Play-offs, verlor dann aber das Halbfinale gegen den späteren Sieger Julien Leclercq.

## Erfolge
Amateurturniere:
- Europameister: 2018